# Айвенго (Вірджинія)
Айвенго (англ. Ivanhoe) — переписна місцевість (CDP) в США, в окрузі Віт штату Вірджинія. Населення — 501 особа (2020).

## Географія
Айвенго розташоване за координатами 36°50′35″ пн. ш. 80°58′7″ зх. д. / 36.84306° пн. ш. 80.96861° зх. д. (36.843173, -80.968729).  За даними Бюро перепису населення США в 2010 році переписна місцевість мала площу 6,98 км², з яких 6,94 км² — суходіл та 0,04 км² — водойми.

## Демографія
Згідно з переписом 2010 року, у переписній місцевості мешкала 551 особа в 230 домогосподарствах у складі 154 родин. Густота населення становила 79 осіб/км².  Було 263 помешкання (38/км²).
Расовий склад населення:
| - 97,1 % — білих - 1,5 % — корінних американців - 0,4 % — чорних або афроамериканців |

До двох чи більше рас належало 0,2 %. Частка іспаномовних становила 1,5 % від усіх жителів.
За віковим діапазоном населення розподілялося таким чином: 21,1 % — особи молодші 18 років, 63,7 % — особи у віці 18—64 років, 15,2 % — особи у віці 65 років та старші. Медіана віку мешканця становила 42,8 року. На 100 осіб жіночої статі у переписній місцевості припадало 115,2 чоловіків;  на 100 жінок у віці від 18 років та старших — 111,2 чоловіків також старших 18 років.
За межею бідності перебувало 14,2 % осіб, у тому числі 0,0 % дітей у віці до 18 років та 28,0 % осіб у віці 65 років та старших.
Цивільне працевлаштоване населення становило 196 осіб. Основні галузі зайнятості: будівництво — 48,0 %, освіта, охорона здоров'я та соціальна допомога — 33,7 %, мистецтво, розваги та відпочинок — 7,7 %, транспорт — 6,1 %.